# Caucus van Iowa 2008
De caucus van Iowa in 2008 werd op 3 januari gehouden en was de eerste voorverkiezing voor de Amerikaanse presidentsverkiezingen 2008. Voor de Democraten won senator Barack Obama, voor de Republikeinen Mike Huckabee.
Er was een recordopkomst in de caucus van Iowa voor beide partijen, maar toch vooral voor de Democratische caucus.

## Democratische caucus

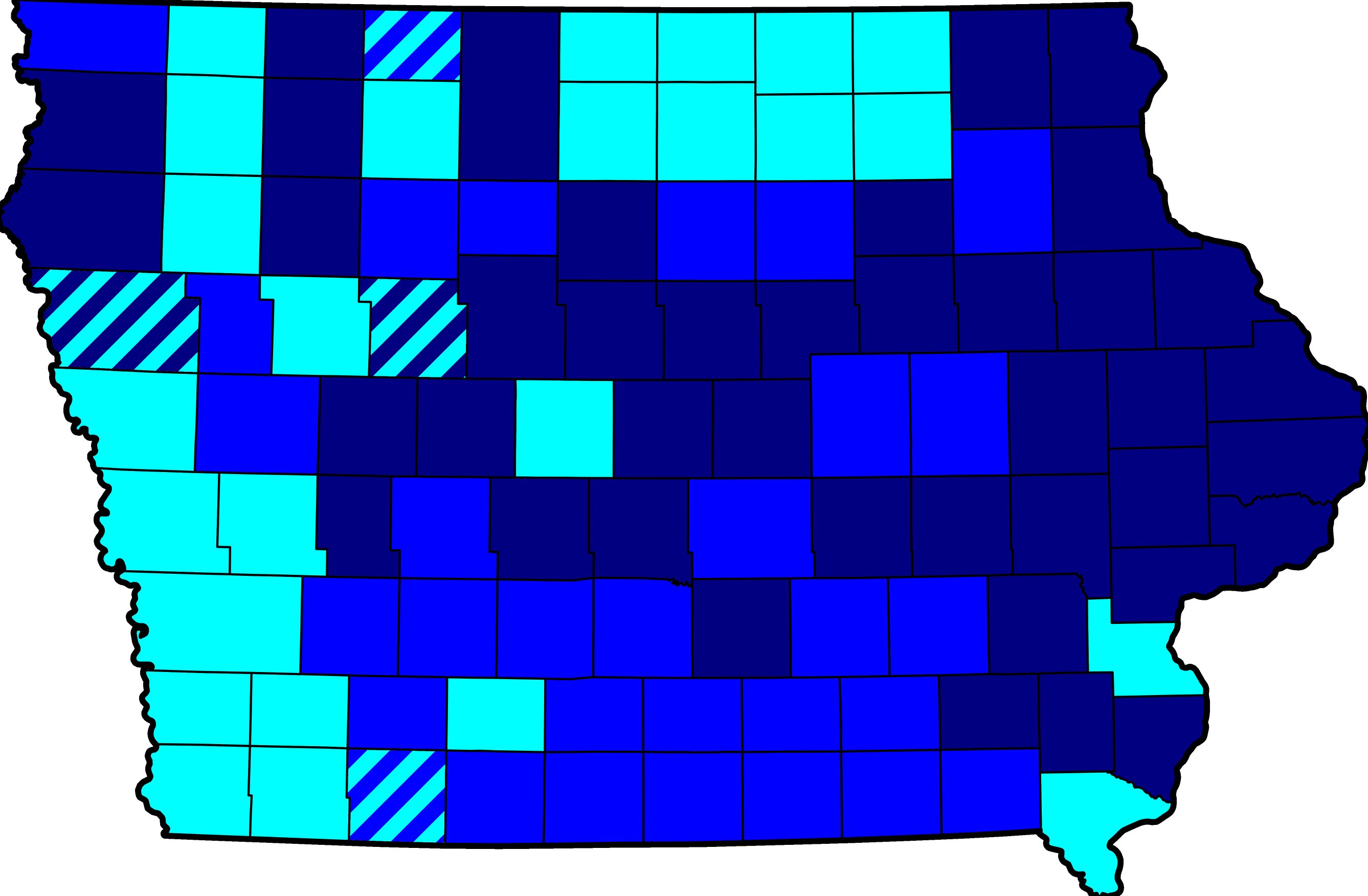
Resultaten per county:
Barack Obama
John Edwards
Hillary Clinton

Senator Barack Obama werd met 37,6% van de stemmen winnaar van de Democratische voorverkiezingen in Iowa. John Edwards (29,75%) eindigde net voor Hillary Clinton (29,48%). Joe Biden en Christopher Dodd stapten uit de race wegens teleurstellende resultaten.
| Democratische caucus van 2008 in Iowa | Democratische caucus van 2008 in Iowa | Democratische caucus van 2008 in Iowa | Democratische caucus van 2008 in Iowa |
| Kandidaat                             | Gedelegeerden uit het kiesdistrict    | Percentage                            | Gedelegeerden                         |
| ------------------------------------- | ------------------------------------- | ------------------------------------- | ------------------------------------- |
| Barack Obama                          | 940                                   | 37,58%                                | 16                                    |
| John Edwards                          | 744                                   | 29,75%                                | 14                                    |
| Hillary Clinton                       | 737                                   | 29,47%                                | 15                                    |
| Bill Richardson                       | 53                                    | 2,11%                                 | 0                                     |
| Joe Biden                             | 23                                    | 0,93%                                 | 0                                     |
| Christopher Dodd                      | 1                                     | 0,02%                                 | 0                                     |
| Mike Gravel                           | 0                                     | 0,00%                                 | 0                                     |
| Dennis Kucinich                       | 0                                     | 0,00%                                 | 0                                     |
| Uncommitted                           | 3                                     | 0,14%                                 | 0                                     |
| Totaal                                | 2,501                                 | 100,00%                               | 45                                    |

## Republikeinse caucus

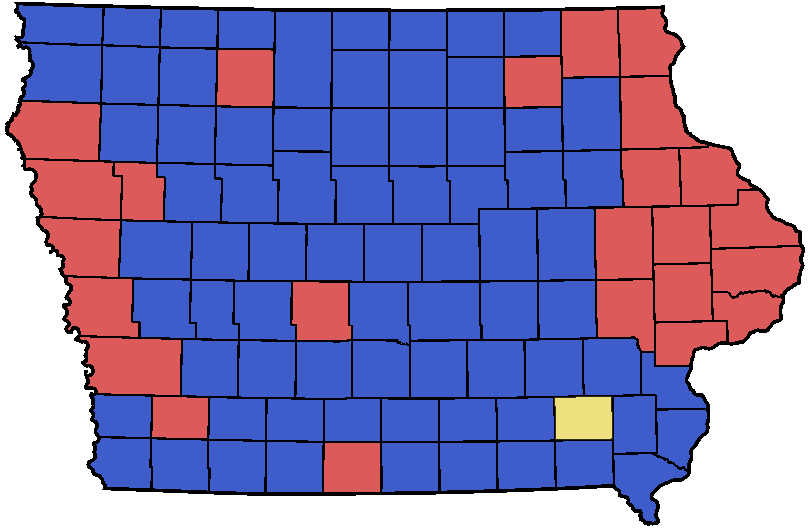
Resultaten per county:
Mike Huckabee
Mitt Romney
Ron Paul

Aan de Republikeinse kant won Mike Huckabee met 34% van de stemmen; Mitt Romney had 25%, Fred Thompson en John McCain beide 13%, Ron Paul 10%, Rudy Giuliani 4% en Duncan Hunter minder dan 1%.
| Republikeinse caucus van 2008 in Iowa | Republikeinse caucus van 2008 in Iowa | Republikeinse caucus van 2008 in Iowa | Republikeinse caucus van 2008 in Iowa |
| Kandidaat                             | Aantal stemmen                        | Percentage                            | Gedelegeerden                         |
| ------------------------------------- | ------------------------------------- | ------------------------------------- | ------------------------------------- |
| Mike Huckabee                         | 40.954                                | 34,36%                                | 17                                    |
| Mitt Romney                           | 30.021                                | 25,19%                                | 12                                    |
| Fred Thompson                         | 15.960                                | 13,39%                                | 0                                     |
| John McCain                           | 15.536                                | 13,03%                                | 3                                     |
| Ron Paul                              | 11.841                                | 9,93%                                 | 2                                     |
| Rudy Giuliani                         | 4.099                                 | 3,44%                                 | 0                                     |
| Duncan Hunter                         | 506                                   | 0,42%                                 | 0                                     |
| Alan Keyes                            | 247                                   | 0,21%                                 | 0                                     |
| John Cox                              | 10                                    | 0,01%                                 | 0                                     |
| Hugh Cort                             | 5                                     | 0%                                    | 0                                     |
| Tom Tancredo                          | 5                                     | 0%                                    | 0                                     |
| Vern Wuensche                         | 2                                     | 0%                                    | 0                                     |
| Sam Brownback                         | 1                                     | 0%                                    | 0                                     |
| Cap Fendig                            | 1                                     | 0%                                    | 0                                     |
| Totaal                                | 119,188                               | 100%                                  | 34                                    |

| Legenda: | teruggetrokken voor de primary |